# Gladice Keevil

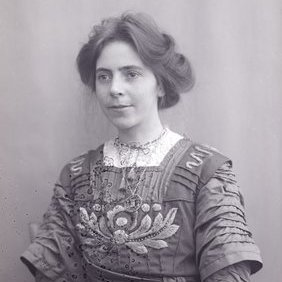
Gladice Keevil, 1910

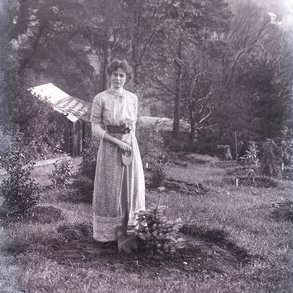
Gladice Keevil beim Pflanzen eines Baumes im Garten von Eagle House, 1910

Gladice Georgina Keevil, verheiratete Rickford (* 1884 in Cricklewood, London; † 1959 in Burpham, West Sussex) war eine englisch-britische Suffragette. Von 1908 bis 1910 war sie Leiterin des Midlands Office der Women’s Social and Political Union (WSPU).

## Leben
Gladice wurde auf der Clitterhouse Farm in Cricklewood geboren und verbrachte dort ihre Kindheit. Sie wurde im Cricklewood Kindergarten und an der Cricklewood High School, der Frances Buss School in Camden und der Lambeth School of Art ausgebildet. Sie arbeitete als Gouvernante in Frankreich und den USA, bevor sie 1907 nach Großbritannien zurückkehrte. 1913 heiratete sie und wurde Mrs. Rickford.
Nachdem sie im September 1907 der Women’s Social and Political Union (WSPU) beigetreten war, wurde Keevil 1908 als Organisatorinleiterin für die Midlands ernannt. Sie eröffnete ein WSPU-Hauptquartier in Birmingham, wo sie mit Bertha Ryland und Laura Ainsworth zusammenarbeitete. Sie führte Wahlkampf bei der Nachwahl in Bury St Edmunds (1907) mit Rachel Barrett, Nellie Martel, Emmeline Pankhurst, Aeta Lamb und Elsa Gye und organisierte die Kampagne während der Nachwahl in Wolverhampton 1908. Sie war eine Hauptrednerin bei Demonstrationen für das Frauenwahlrecht im Heaton Park (Juli 1908), Hyde Park (1908) und Belfast (1910).
Keevil war eine von zwölf Frauen, die im Februar 1908 nach einem von Pankhurst angeführten Marsch in Einzelreihe durch die Straßen zum House of Commons verhaftet wurden, um eine Petition des sogenannten Frauenparlaments in der Caxton Hall zu überreichen und gegen das Vorgehen der Behörden zu protestieren, Suffragetten als Kriminelle zu behandeln. Keevil wurde zusammen mit den anderen wegen Widerstands und Behinderung der Polizei angeklagt und zu sechs Wochen Haft verurteilt, nachdem sie sich wie alle anderen geweigert hatte, eine Geldstrafe und zwölf Monate Bewährung als Strafe anzunehmen.
1910 wurde Keevil wie andere Suffragetten eingeladen, in Annie’s Arboretum, einem Garten des Hauses der Familie von Mary Blathwayt, Eagle House, zum Gedenken an die Taten der Suffragetten einen Baum zu pflanzen. Die Bäume wurden als Annie’s Arboretum nach Annie Kenney bekannt. Keevil wurde mehrere Male zu den Blathwayts eingeladen, die Mutter hielt sie für eine der „netteren Suffragetten“.
Im Zuge der beginnenden Diskussion in der WSPU über die Frage der Anwendung von Gewalt verließ Keevil die Bewegung vermutlich um 1911. Nachdem sie 1913 geheiratet hatte, zog die Familie in den 1940er Jahren nach Burpham, wo sie drei Söhne großzog. Keevil starb 1959.